# Муйнацька сільська рада
Муйна́цька сільська рада (рос. Муйнакский сельский совет) — муніципальне утворення у складі Зіанчуринського району Башкортостану, Росія. Адміністративний центр — присілок Верхній Муйнак.

## Населення
Населення — 1351 особа (2019, 1609 в 2010, 1871 в 2002).

## Склад
До складу поселення входять такі населені пункти:
| Населений пункт           | Населення, осіб (2002) | Населення, осіб (2010) |
| ------------------------- | ---------------------- | ---------------------- |
| Верхній Муйнак, присілок  | 549                    | 490                    |
| Габбасово, присілок       | 164                    | 118                    |
| Мазітово, присілок        | 227                    | 212                    |
| Нижній Муйнак, присілок   | 61                     | 73                     |
| Нижня Акберда, присілок   | 170                    | 127                    |
| Середній Муйнак, присілок | 184                    | 176                    |
| Умбетово, присілок        | 516                    | 413                    |